# 京报馆
京报馆，位于北京市西城区骡马市大街魏染胡同30号，是中华民国初年《京报》馆的旧址，2021年6月1日起作为红色报业博物馆对公众开放参观。

## 历史
《京报》是北洋政府时期在北京出版的有很大影响的报纸，邵飘萍任社长。1919年五四运动爆发后，邵飘萍连续多日在《京报》上发表时评《勖我学生》、《外交失败第一幕》、《速释学生》等文。5月4日，他在《京报》上发表的《勖我学生》中写道：“学生因外交问题一致奋起，以促朝野人士之觉悟，此青年界之生气，国家前途之好现象也。”邵飘萍和李大钊、罗章龙等人密切来往，并经他们介绍加入中国共产党。1926年4月24日，邵飘萍被张翰举从俄国驻北京大使馆骗出而遭张作霖拘捕，两天后遭到张作霖杀害。同一天，《京报》被封，终期2275号。1983年5月10日，中华人民共和国民政部向邵飘萍后人颁发烈士证书，邵飘萍被批准为在第一次国内革命战争中牺牲的革命烈士。
京报馆原址位于宣武门外珠巢街，1920年迁到魏染胡同的此处。1984年，京报馆被列为北京市文物保护单位。
京报馆旧址坐东朝西，为一栋近代二层砖木结构建筑，外墙为灰色，占地面积876平方米，临街的立面采用西洋式砖壁柱装饰，大门处加设古典柱式门廊。
京报馆后来成为民居。一面墙上还留有清晰的“营业室”三个大字。此处早年的住户大多是从上海的一家报馆来的。西城区政府2018年至2020年对京报馆旧址进行了腾退和文物修缮工作。
2019年，北京市委宣传部决定将京报馆旧址建设成为红色报业博物馆，馆内主题展览的大纲编制、展览讲解词撰写和设计施工由北京日报报业集团主持完成，2021年6月1日开放参观。